# Турнир претенденток по шахматам 1988
Турнир претенденток 1988 года проходил 28 января по 23 февраля в Цхалтубо (Грузия).

## Участницы
8 участниц, по круговой системе в 2 круга:
- в том числе Елена Ахмыловская — финалистка матча на первенство мира 1986;
- Нана Александрия — 2-й призёр турнира претенденток 1986 в Мальмё;
- Нона Гаприндашвили, Ирина Левитина, Марта Литинская — призёры межзонального турнира 1987 в городе Смедеревска-Паланка;
- Кетеван Арахамия, Агнешка Брустман, Нана Иоселиани — призёры межзонального турнира 1987 в городе Тузла.

После первого круга лидировала М. Литинская — 5½ очков (без поражений). Во 2-м круге удачно сыграла Н. Иоселиани (6½ очков), которая вместе с Е. Ахмыловской (по 5 очков в каждом круге) стала победительницей турнира.

## Таблица
- 1—2 Иоселиани, Ахмыловская — 10 из 14
- 3—4 Левитина, Литинская — 8
- 5 Александрия — 6½
- 6 Брустман — 5½
- 7 Гаприндашвили — 4½
- 8 Арахамия — 3½

## Дополнительный матч
В дополнительном матче из 6 партий (20 — 27 февраля, Цхалтубо) Иоселиани, выиграв первую партию и сделав 4 ничьи подряд, досрочно завоевала право участия в матче на первенство мира; последняя партия не игралась, так как в случае ничейного исхода матча Иоселиани имела лучшие дополнительные показатели по итогам основного турнира.